# Колоденка (Ровненская область)
Колоденка (укр. Колоденка) — село в Корнинской сельской общине Ровненского района Ровненской области Украины.
Население по переписи 2001 года составляло 3184 человека. Почтовый индекс — 35306. Телефонный код — 362. Код КОАТУУ — 5624685903.